# Hexatoma vittata
Hexatoma vittata là một loài ruồi trong họ Limoniidae. Chúng phân bố ở miền Cổ bắc.